# Clas Eliander
Clas Håkansson Eliander, född 9 juli 1708 i Sunnersbergs socken, död 4 maj 1754 i Stockholm, var en svensk arkitekt och mekaniker.
Clas Eliander var son till Håkan Eliander som var inspektor på Teglunda, över riksrådet greve Claes Ekeblad den äldres egendomar. Håkan Eliander var en ansedd byggmästare, som bland annat uppfört flera kyrkor i Västergötland och var åtminstone åren 1722–1733 byggmästare vid Skara domkyrka. Fadern var mån om att ge sin son en akademisk skolning och Clas Eliander var elev vid Skara gymnasium och studerade en tid vid Uppsala universitet. Han visade dock föga anlag för dessa studier men desto mer för ritning och byggnadsarbete. Han skickades därför till Stockholm för en mer praktisk utbildning, där han tack vare rekommendationer från Claes Ekeblad blev antagen som elev hos slottsbyggmästaren Petter Gerdes. Under Gerdes ledning fick Eliander också studera arkitekturens teoretiska grunder. Eliander var 1738-1741 elev till Christopher Polhem men arbetade under tiden 1739 för Petter Gerdes i Torshälla. Under sin tid där träffade han Pehr Elvius som undervisade honom i geometri. Efter att ha återvänt till Stockholm träffade han Jonas Alströmer som blev Elianders beskyddare. Han lärde även känna Anders von Drake och Carl Hårleman och genom dessas stöd gavs han möjlighet att med reseanslag från Manufakturkontoret 1741–1745 genomföra en utrikes resa till Nederländerna, Storbritannien och Frankrike, där han bland annat studerade sidentillverkning i Lyon. Under hemresan besökte han bland annat Harz, Hamburg, Holstein och Själland. Under sin tid i Paris arbetade Eliander bland annat för Noël-Antoine Pluche och utförde ritningar av mekaniska inrättningar till kopparstick avsedda för dennes Spectacle de la nature.
Efter sin återkomst till Sverige invaldes Eliander i Kungliga Vetenskapsakademien. Han anställdes först en tid hos Jonas Alströmer i Alingsås. Han fick även författa en redogörelse för sin utlandsresa, och anställdes hos Manufakturkontoret som byggmästare. Han var bland annat en av byggmästarna då ett nytt appreteringshus för yllestoffer uppfördes vid Barnängen. Carl Hårleman knöt även Eliander till det pågående bygget av Stockholms slott. Bland annat kom han att samarbeta med slottsmurarmästaren Johan Christopher Körner, som 1748 blev hans svärfar. Eliander utförde även timringsarbeten vid uppförandet av Stockholmsobservatoriet och från 1751 vid bygget av Klara kyrka. Eliander var även med om att utarbeta kostnadsförslaget rörande reparation av Lantmäterikontorets hus vid Kungsträdgården 1750.
I Vetenskapsakademiens Handlingar utgav Eliander 1748–1753 uppsatser om slaggteglets bruk och nytta, kalkugnar i Storbritannien och norra Frankrike, om en sädesrensningsmaskin samt om en kran att nedslå lutande pålar. 1752 drabbades Eliander av blodstörtning till följd av tuberkulos. Under sina sista år vistades han huvudsakligen i hemmet under fortsatt arbete med ritningar och beskrivningar.